# Henryk Lesiak

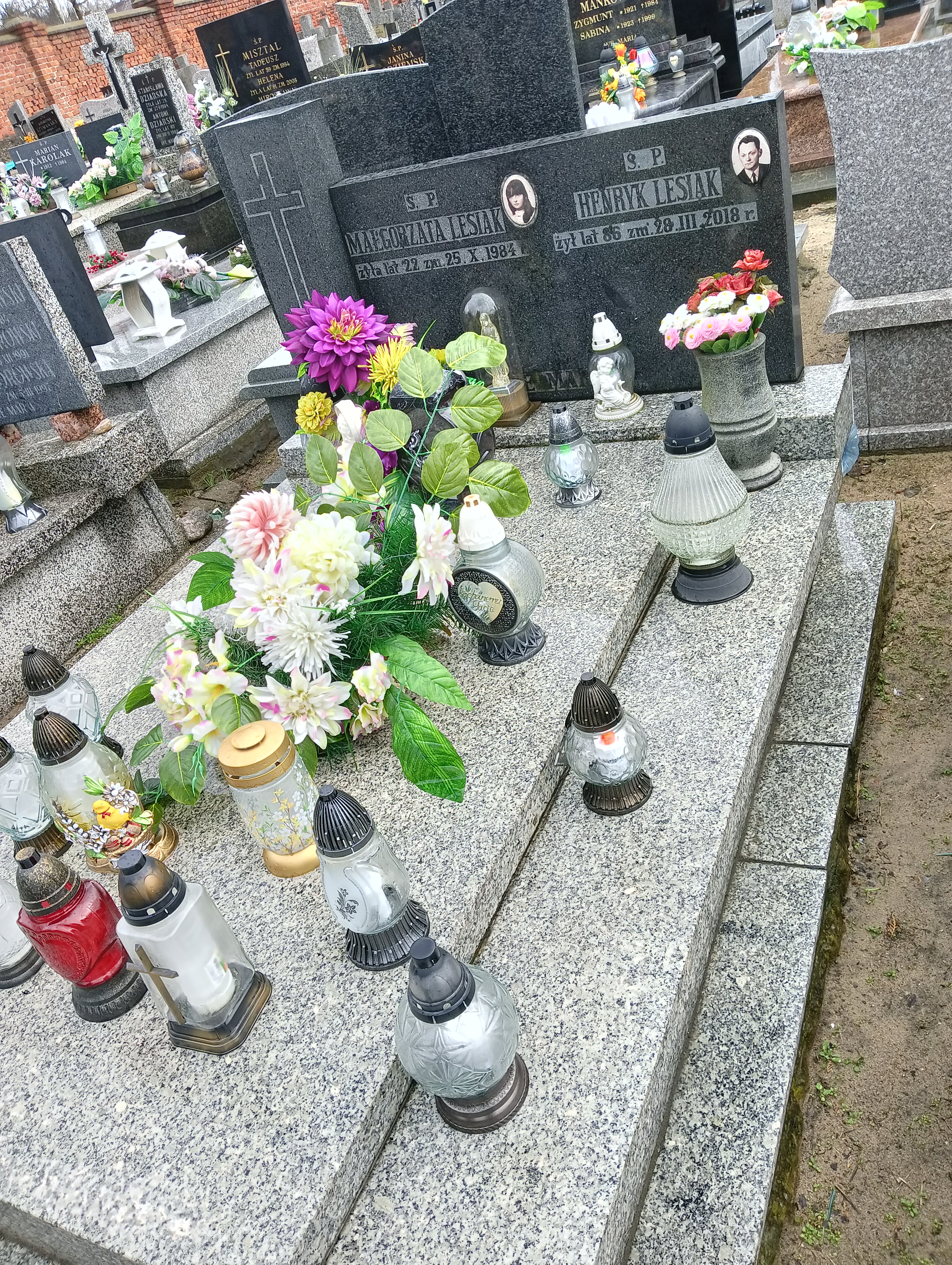
Grób Henryka Lesiaka na cmentarzu parafialnym w Kutnie.

Henryk Lesiak (ur. 11 czerwca 1932 w Krysiakach, zm. 28 marca 2018 w Kutnie) – polski regionalista, członek założyciel Towarzystwa Przyjaciół Ziemi Kutnowskiej, prezes TPZK w latach 1981–1989. Od 1997 był członkiem honorowym TPZK.

## Życiorys
Absolwent Liceum Ogólnokształcącego w Radomsku. W 1956 ukończył studia na Wydziale Filologii Polskiej Wyższej Szkoły Pedagogicznej w Katowicach, potem w latach 1962–1964 kurs historii filozofii w Wyższej Szkole Nauk Społecznych w Warszawie, a w latach 1968–1969 Studium Radia i Telewizji w Łodzi.
Do Kutna przybył w 1956. Pracował tu na różnych stanowiskach pedagogicznych. Do 1975 uczył języka polskiego w kutnowskich szkołach średnich: (I Liceum Ogólnokształcącym im. Henryka Dąbrowskiego, II LO im. Jana Kasprowicza, Państwowej Szkole Muzycznej I i II st. im. Karola Kurpińskiego). Był dyrektorem Technikum Ekonomicznego i Zasadniczej Szkoły Handlowej w Kutnie (1962–1968), prezesem Zarządu Oddziału Związku Nauczycielstwa Polskiego w Kutnie (1968–1974), podinspektorem Wydziału Oświaty (1974–1975).
Najaktywniejszy okres jego pracy zawodowej i aktywności społecznej przypadł na lata 1975–1990. Będąc dyrektorem Miejskiej Biblioteki Publicznej im. Stefana Żeromskiego w Kutnie, utworzył kilka filii bibliotecznych w tym mieście (m.in. na ul. Jagiełły, Wilczej, Łąkoszyńskiej, Dąbrowskiego) i nadbudował taras biblioteki, powiększając jej powierzchnię. Przyczynił się także do powstania w MBP Sali Audiowizualnej i Pracowni Mikrofilmów. W tym okresie prowadził bardzo szeroką działalność społeczno–kulturalną, zorganizował: Amatorski Klub Filmowy i Dyskusyjny Klub Filmowy, Koło Dramatyczne w I L.O. im. H. Dąbrowskiego, był prezesem Towarzystwa Wiedzy Powszechnej, a także rozpoczął budowę Domu Nauczyciela. W latach 1998–2006 był radnym Rady Miasta Kutno.
W latach 1981–1989, gdy był prezesem TPZK, mimo trudnych czasów stanu wojennego, Towarzystwo rozwinęło swoją działalność, zyskując znaczącą pozycję pośród organizacji pozarządowych, zwanych wówczas organizacjami wyższej użyteczności publicznej. Między innymi dzięki akcji bicia medali pamiątkowych zyskało rozgłos na terenie całego kraju. Obdarzony talentem dobrego organizatora, był jednym z pierwszych aktywnych kolekcjonerów kutnowskich, który wybrany został do władz Oddziału Polskiego Towarzystwa Archeologicznego i Numizmatycznego w Mławie – Koło w Płocku.
Kiedy w 1984 powołano pierwsze Koło PTAiN w Kutnie, został jego sekretarzem.
Był prekursorem, za którym w następnych latach do Koła wstępowali kolejni członkowie TPZK m.in. Andrzej Urbaniak (1985) i Marek Wójkowski (1990), którzy później sprawowali funkcje prezesów zarządu Towarzystwa.
Pod koniec lat osiemdziesiątych XX w., aktywnie uczestniczył w działalności sekcji medalierskiej TPZK, a w czasie swojej prezesury przyczynił się do wydania wielu edycji medali pamiątkowych.
W czasach jego prezesury TPZK po uzyskaniu siedziby w „Dworku modrzewiowym” otworzyło galerię i pracownię rzeźby ludowej oraz malarstwa nieprofesjonalnego. Staraniami Henryka Lesiaka przy ul. Kilińskiego otwarto pierwszą w Kutnie galerię i pracownię profesjonalnej malarki Krystyny Brzozowskiej.
Na gmachu tzw. „Nowej Oberży” przy ul. Sienkiewicza 2 została odsłonięta pierwsza tablica pamiątkowa ufundowana przez TPZK, poświęcona pobytowi Rządu Tymczasowego w Kutnie, wybitych zostało 17 medali pamiątkowych. W tym także czasie odrestaurowano zegar na ratuszu, odnowiony został grób małżonków Troczewskich, wydanych zostało 13 numerów tygodnika TPZK „Głos Kutnowski” (nakład 2000 egzemplarzy), zebrane zostały rozproszone po ziemi kutnowskiej tablice nagrobne z kutnowskiego cmentarza żydowskiego, a w 1984 wydano ważną dla miasta publikację pt. „Kutno. Dzieje miasta”, pośród autorów której byli członkowie TPZK (G. Majewska, S. Pawlak, R. Buzak i H. Lesiak).
Za czasów jego prezesury TPZK znalazło się w tzw. „Złotej Dziesiątce” towarzystw regionalnych w Polsce. Prężnie działały wówczas sekcje zainteresowań: fotograficzna, malarska, rzeźbiarska, historyczna, hafciarska i inne. Organizowanych było wiele wystaw, koncertów i odczytów.
Henryk Lesiak z dużym osobistym zaangażowaniem organizował budowę Domu Nauczyciela i stanął na czele Komitetu Organizacyjnego Muzeum Regionalnego w Kutnie, doprowadzając do jego powołania w 1981.
Był redaktorem naczelnym tygodnika „Głos Kutnowski” (1988–1989), organizatorem sesji naukowych, inicjatorem powołania Archiwum Miejskiego.
Był wybitnym popularyzatorem dziejów Ziemi Kutnowskiej.

## Wybrane publikacje
Opublikował kilkadziesiąt artykułów i samodzielnych wydawnictw książkowych:
- Doktor Antoni Troczewski – lekarz i działacz społeczny, Kutno 1984,
- Prasa kutnowska w latach 1918–1939, cz. I, Kutno 1986,
- Kutno w latach 1910–1926 na podstawie lokalnej prasy, Kutno 1986,
- Kutno na starej fotografii, Kutno 1986,
- Kronika Wytwórni Pasz w Kutnie, Kutno 1988,
- Kutno w latach 1927–1939, Kutno 1995,
- Historia Szkoły – Gimnazjum i Liceum im. H. Dąbrowskiego w Kutnie, Kutno (1998),
- Działalność ZNP w latach 1905–1995. [w:] Zarys Historii Kutnowskiej Oświaty w l. 1905–1995 (praca zbiorowa), Kutno 1998,
- Kutno portret miasta (praca zbiorowa), Kutno 1997,
- Działalność Związku Nauczycielstwa Polskiego na terenie Kutna (w: Zarys historii kutnowskiej oświaty, Kutno 1998),
- Posłowie Ziemi Kutnowskiej, Kutno 2001,
- Wieś i dwór w Powiecie Kutnowskim, Kutno 2003,
- Szpital Kutnowski 1840–2005 (praca zbiorowa) Kutno 2005,
- Szlakiem dworów regionu kutnowskiego, Kutno 2007 (Książka ta zdobyła „Zloty Ekslibris” w 2007 r., w Wojewódzkim Konkursie Wydawnictw z 2007 r., organizowanym przez Wojewódzką Bibliotekę Publiczną w Łodzi).

## Odznaczenia i nagrody
Dwukrotnie był wyróżniony III miejscem w plebiscycie „Kutnowianin Roku” w latach 1985 i 1987. Posiadał odznaczenia: Krzyż Kawalerski Orderu Odrodzenia Polski, Odznakę Zasłużony Działacz Kultury, Medal im. Aleksandra Patkowskiego za zasługi dla idei regionalizmu oraz „Złotą Odznakę Towarzystwa Przyjaciół Ziemi Kutnowskiej”.